# Jean Rey (Chemiker)
Jean Rey (* um 1590 in Le Bugue; † 1645 ebenda) war ein französischer Chemiker und Arzt.
Rey studierte Medizin in Montpellier und war dann Arzt in seinem Heimatort. Er korrespondierte mit René Descartes und Marin Mersenne.
Auf die Frage eines Apothekers (Brun in Bergerac), warum Metalle wie Zinn und Blei bei Erhitzen (Kalzinieren) an Gewicht zunehmen antwortete er, dass diese einen Stoff aus der Luft aufnehmen. Das veröffentlichte er 1630 (Essay sur le recherche de la cause, par la quelle l’etain et le plomb augmentent de poids quant on les calcines, Bazas 1630). Ähnliche Experimente unternahmen im 17. Jahrhundert  John Mayow, Robert Boyle und andere, doch setzte sich die Idee der Aufnahme von Bestandteilen der Luft erst mit Antoine Laurent de Lavoisier im 18. Jahrhundert durch (der auch endgültig die Phlogiston-Theorie widerlegte, die im Gegenteil die Abgabe eines Stoffes bei Verbrennung annahm). 
Er erfand einen Vorläufer des Thermometers (von ihm Thermoskop genannt).